# Physaraia sumatrana
Physaraia sumatrana är en stekelart som först beskrevs av Günther Enderlein 1905.  Physaraia sumatrana ingår i släktet Physaraia och familjen bracksteklar. Inga underarter finns listade i Catalogue of Life.